# Girardinichthys ireneae
Girardinichthys ireneae és una espècie de peix de la família dels goodèids i de l'ordre dels ciprinodontiformes.
És un peix d'aigua dolça, de clima tropical i bentopelàgic. Es troba a Mèxic. És inofensiu per als humans.